# Liệu (nước)
Liệu (tiếng Trung: 蓼; bính âm: Liǎo) là nước chư hầu vào thời Xuân Thu trong lịch sử Trung Quốc. Thời Xuân Thu, có hai nước chư hầu cùng tên là Liệu.
Một nước được ghi trong Tả truyện-Hoàn công thập nhất niên, theo đó vào năm 701 TCN, tức năm thứ 40 đời Sở Vũ vương, quân nước Vân (鄖) ở Bồ Tao cùng với các nước Tùy (隨), Giảo (絞), Châu (州), Liệu đánh quân Sở. Nước Liệu nằm ở huyện Đường Hà của tỉnh Hà Nam ngày nay, cũng gọi là nước Liêu (廖). Tả truyện-Ai công thập thất niên có viết rằng vào cuối thời Xuân Thu, đại phu nước Sở truy nguyên việc tiên quân Sở Vũ Vương đã giành được chiến thắng trước hai nước Châu và Liệu, hai nước Châu-Liệu được đề cập đến đã liên hiệp hoạch mưu thảo phạt nước Sở vào năm thứ 40 đời Sở Vũ Vương.
Một nước được ghi trong Tả truyện-Văn công ngũ niên, theo đó vào năm 622 TCN, tức năm thứ 4 đời Sở Mục vương, Sở công tử Tiếp diệt Liệu. Nước Liệu này nằm ở huyện Cố Thủy của tỉnh Hà Nam ngày nay, nước này là hậu duệ của Đình Kiên (庭堅)- còn được gọi là Cao Dương hoặc có thể là Bát Khải.
Ngoài ra, vào thời Xuân Thu, ở khu vực huyện Thư Thành của tỉnh An Huy ngày nay tồn tại nước Thư Liệu (舒蓼), là một trong các nước Thư của họ Yển.
Tháng 1 năm 2006, tại thôn Cao Đôn Tử (高墩子村) thuộc huyện Cổ Thủy của tỉnh Hà Nam, đã phát hiện được di chỉ một tòa thành thị cỡ lớn có niên đại từ thời Tây Chu. Nhiều người cho rằng đây là di chỉ nước Liệu cổ. Bao quanh thành là các hào rộng từ 14-16 mét, sâu 5 mét so với mặt đất hiện nay.